# Markovian Parallax Denigrate
Markovian Parallax Denigrate - це серія  із сотень повідомлень  опублікованих на Usenet у 1996 р.  Повідомлення, які, здається, безглузді, були розміщені з темою "Markovian Parallax Denigrate". 
Пости часто згадуються разом з іншими химерними та / або нерозгаданими інтернет-таємницями, такими як Сумний сатана, Цикада 3301, Публієва загадка та Несприятливий півкол. У 2012 році Кевін Морріс із The Daily Dot назвав повідомлення "найстарішою та найдивнішою загадкою Інтернету".  Це також було описано як "одну з перших великих загадок Інтернету". 
У 2016 році Сьюзен Ліндауер помилково визнали можливим джерелом цих постів; при зв’язку вона заперечувала, що є автором.  У статті "Daily Dot", що висвітлює подію, зазначено, що електронна пошта, що належить студентці Університету Вісконсіна в місті Стівенс Пойнт,  на ім'я Сюзан Ліндауер, була підроблена, щоб приховати індивідуальність відправника. 
Запропоновані пояснення до текстів включають раннього експериментального бота для чату або генератора тексту,  інтернет-троля або жартівника, що розміщує спам на форумі  або програміста, який експериментує з ланцюгами Маркова. 
Пізніше стаття на цю тему, опублікована The AV Club, передбачає, що подія стала загадкою лише завдяки пізнішому висвітленню в ЗМІ, про яку не було широко повідомлено до статті Daily Dot 2012 року. 

## Приклад
Це, здавалося б, безглузде повідомлення  було опубліковане на "alt.religion.christian.boston-church" у 1996 році: 
jitterbugging McKinley Abe break Newtonian inferring caw update Cohen air collaborate rue sportswriting rococo invocate tousle shadflower Debby Stirling pathogenesis escritoire adventitious novo ITT most chairperson Dwight Hertzog different pinpoint dunk McKinley pendant firelight Uranus episodic medicine ditty craggy flogging variac brotherhood Webb impromptu file countenance inheritance cohesion refrigerate morphine napkin inland Janeiro nameable yearbook hark

## Дивитися також
- Номерні радіостанції